# ArAf
ArAf é um filme da Turquia, dirigido por Biray Dalkiran.

## Sinopse
Baseado em fatos reais, o filme nos conta a vida de Eda (Akasya Aslitürkmen), uma dançarina apaixonada por Cihan (Kubilay Tunçer), um homem casado e pai de uma criança. No entanto ela não sabia e envolveu-se até as últimas conseqüências. 
Quando descobriu a verdade, ela, que estava no 4º mês de gravidez, pensou em interromper. Na mesma noite que sua parceira de dança Oya (Deniz Soyarslan) fez a apresentação solo em seu lugar, Eda decide abortar em condições ilegais e de alto risco. Isto se transformaria no inferno da sua vida. 
Anos depois casou-se com o fotógrafo Cenk (Murat Yildirim) e o fruto deste amor era uma nova chance de ser mãe. Porém, junto com esta gravidez, fortes acontecimentos começaram a mudar sua vida e sua mente, assustando e ferindo as pessoas ao seu redor.

## Créditos
- Ano: 2006
- País: Turquia
- Gênero: Suspense
- Direção: Biray Dalkiran